# Griekenland op de Olympische Zomerspelen 2000
Griekenland nam deel aan de Olympische Zomerspelen 2000 in Sydney, Australië.

## Medailleoverzicht
| Sport         | Olympiër | Discipline        | Medaille |
| ------------- | --- | ----------------- | -------- |
| Atletiek      | Konstantinos Kenteris                                                                                       | 200m (m)          | Goud     |
| Gewichtheffen | Pyrros Dimas                                                                                                | -85kg (m)         | Goud     |
| Gewichtheffen | Kakhi Kakhiashvili                                                                                          | -94kg (m)         | Goud     |
| Taekwondo     | Michail Mouroutsos                                                                                          | -58kg (m)         | Goud     |
| Atletiek      | Ekateríni Thánou                                                                                            | 100m (v)          | Zilver   |
| Atletiek      | Anastasía Kelesídou                                                                                         | discuswerpen (v)  | Zilver   |
| Atletiek      | Mirela Maniani                                                                                              | speerwerpen (v)   | Zilver   |
| Gymnastiek    | Dimosthenis Tampakos                                                                                        | ringen (m)        | Zilver   |
| Gewichtheffen | Leonidas Sampanis                                                                                           | -62kg (m)         | Zilver   |
| Gewichtheffen | Viktor Mitrou                                                                                               | -77kg (m)         | Zilver   |
| Gymnastiek    | Eirini Aindili Evangelia Christodoulou Maria Georgatou Zacharoula Karyami Charikleia Pantazi Anna Pollatous | ritmisch team (v) | Brons    |
| Gewichtheffen | Ioanna Khatziioannou                                                                                        | -63kg (v)         | Brons    |
| Worstelen     | Amiran Kardanov                                                                                             | -54kg (m)         | Brons    |

## Deelnemers en resultaten

### Atletiek
| Olympiër                                                                        | Discipline               | Resultaat | Prestatie                                                                                                 |
| ------------------------------------------------------------------------------- | ------------------------ | --------- | --- |
| Georgios Theodoridis                                                            | 100m (m)                 | 23e       | serie 3: 3e in 10,34 kwartfinale 5: 4e in 10,29                                                           |
| Alexios Alexopoulos                                                             | 200m (m)                 | DNS       | serie 3: niet gestart                                                                                     |
| Konstantinos Kenteris                                                           | 200m (m)                 | Goud      | serie 5: 1e in 20,57 kwartfinale 1: 2e in 20,14 (NR) halve finale 2: 1e in 20,20 finale: 1e in 20,09 (NR) |
| Anastásios Goúsis                                                               | 400m (m)                 | 41e       | serie 6: 4e in 46,38                                                                                      |
| Panayiótis Stroubákos                                                           | 800m (m)                 | 34e       | serie 7: 7e in 1.47,96                                                                                    |
| Periklís Iakovákis                                                              | 400m horden (m)          | 25e       | serie 4: 3e in 50,20                                                                                      |
| Giorgios Giannelis                                                              | 3000m steeplechase (m)   | 38e       | serie 2: 12e in 9.19,14                                                                                   |
| Georgios Theodoridis Konstadinos Kederis Alexios Alexopoulos Aggelos Pavlakakis | 4x100m (m)               | 9e        | serie 3: 2e in 39,21 halve finale 2: 5e in 38,80                                                          |
| Georgios Oikonomidis Anastásios Goúsis Stilianos Dimotsios Periklís Iakovákis   | 4x400m (m)               | 18e       | serie 3: 5e in 3.06,50                                                                                    |
| Panagiotis Kharamis                                                             | marathon (m)             | 63e       | 2:26.55                                                                                                   |
| Spyridon Kastanis                                                               | 50km snelwandelen (m)    | DNF       | niet gefinisht                                                                                            |
| Theodoros Stamatopoulos                                                         | 50km snelwandelen (m)    | DNF       | niet gefinisht                                                                                            |
| Spyridon Kastanis                                                               | verspringen (m)          | 39e       | kwalificatie groep B: 21e met 7,44m                                                                       |
| Dimítrios Serélis                                                               | verspringen (m)          | DNF       | kwalificatie groep A: geen geldige sprong                                                                 |
| Stamatios Lenis                                                                 | hink-stap-springen (m)   | DNF       | kwalificatie groep B: geen geldige sprong                                                                 |
| Hristos Meletoglou                                                              | hink-stap-springen (m)   | 31e       | kwalificatie groep B: 17e met 16,00m                                                                      |
| Konstadinos Zalaggitis                                                          | hink-stap-springen (m)   | 37e       | kwalificatie groep A: 18e met 14,15m                                                                      |
| Vaios Tigkas                                                                    | kogelstoten (m)          | 35e       | kwalificatie groep A: 19e met 18,13m                                                                      |
| Konstadinos Gatsioudis                                                          | speerwerpen (m)          | 6e        | kwalificatie groep A: 1e met 88,41m finale: 6e met 86,53                                                  |
| Alexandros Papadimitriou                                                        | kogelslingeren (m)       | 39e       | kwalificatie groep B: 4e met 76,61m finale: 12e met 73,30m                                                |
| Hristos Polihroniou                                                             | kogelslingeren (m)       | 24e       | kwalificatie groep B: 13e met 74,02m                                                                      |
| Prodromos Korkizoglou                                                           | tienkamp (m)             | DNF       | niet gefinisht                                                                                            |
|                                                                                 |                          |           | |
| Paraskevi Patoulidou                                                            | 100m (v)                 | 46e       | serie 7: 5e in 11,65                                                                                      |
| Ekateríni Thánou                                                                | 100m (v)                 | Zilver    | serie 5: 1e in 11,10 kwartfinale 2: 2e in 10,99 halve finale 2: 2e in 11,10 finale: 2e in 11,12           |
| Ekaterini Koffa                                                                 | 200m (v)                 | 36e       | serie 3: 5e in 25,53                                                                                      |
| Hrisostomia Iakovou                                                             | 5000m (v)                | 30e       | serie 2: 11e in 15.46,48                                                                                  |
| Chrysoula Gountunoudi                                                           | 400m horden (v)          | 31e       | serie 4: 7e in 1.01,59                                                                                    |
| Paraskevi Patoulidou Effrosíni Patsoú Ekateríni Kóffa Ekateríni Thánou          | 4x100m (v)               | 13e       | serie 1: 2e in 43,46 halve finale 1: 7e in 43,83                                                          |
| Khristina Kokotou                                                               | 20km snelwandelen (v)    | 36e       | 1:38.52                                                                                                   |
| Athina Papayianni                                                               | 20km snelwandelen (v)    | 11e       | 1:33.14                                                                                                   |
| Despoina Papavasilaki                                                           | verspringen (v)          | 34e       | kwalificatie groep B: 16e met 5,86m                                                                       |
| Niki Xanthou                                                                    | verspringen (v)          | 17e       | kwalificatie groep A: 9e met 6,50m                                                                        |
| Olga-Anastasi Vasdeki                                                           | hink-stap-springen (v)   | 7e        | kwalificatie groep B: 5e met 14,26m finale: 7e met 14,15m                                                 |
| Niki Bakogianni                                                                 | hoogspringen (v)         | 33e       | kwalificatie groep B: 18e met 1,80m                                                                       |
| Thaila Iakovidou                                                                | polsstokhoogspringen (v) | DNF       | kwalificatie groep B: geen geldige poging                                                                 |
| Kalliopi Ouzouni                                                                | kogelstoten (v)          | DNF       | kwalificatie groep A: 4e met 18,56m finale: 7e met 18,63m (NR)                                            |
| Anastasía Kelesídou                                                             | discuswerpen (v)         | Zilver    | kwalificatie groep B: 2e met 63,64m finale: 2e met 65,71m                                                 |
| Stiliani Tsikouna                                                               | discuswerpen (v)         | 5e        | kwalificatie groep A: 4e met 61,59m finale: 5e met 64,08m                                                 |
| Ekaterini Vongoli                                                               | discuswerpen (v)         | 9e        | kwalificatie groep B: 6e met 61,26m finale: 9e met 61,57m                                                 |
| Mirella Maniani-Tzelili                                                         | speerwerpen (v)          | Zilver    | kwalificatie groep A: 3e met 63,34m finale: 2e met 67,51m (NR)                                            |
| Niki Xanthou                                                                    | speerwerpen (v)          | 18e       | kwalificatie groep B: 10e met 58,11m                                                                      |
| Asimina Vanakara                                                                | zevenkamp (v)            | DNF       | niet gefinisht                                                                                            |

### Boksen
| Olympiër            | Discipline | Resultaat | Prestatie |
| ------------------- | ---------- | --------- | --- |
| Artour Mikaelian    | -54kg (m)  | 17e       | 1e ronde: V van ROU Olteanu: 2-7                                                                                   |
| Tigkran Ouzlian     | -60kg (m)  | 5e        | 1e ronde: vrij 2e ronde: W van PAK Ali Shah: 17-15 kwartfinale: V van CUB Kindelan: scheidsrechterlijke beslissing |
| Antonios Giannoulas | -75kg (m)  | 9e        | 1e ronde: W van THA Cimlum: 17-11 2e ronde: V van CUB Gutierrez: 7-20                                              |

### Boogschieten
| Olympiër         | Discipline      | Resultaat | Prestatie                                                                 |
| ---------------- | --------------- | --------- | ------------------------------------------------------------------------- |
| Evangelia Psarra | individueel (v) | 41e       | plaatsingsronde: 44e met 618 punten 1e ronde: V van RUS Bolotova: 154-161 |

### Gewichtheffen
| Olympiër             | Discipline | Resultaat | Prestatie                                                    |
| -------------------- | ---------- | --------- | ------------------------------------------------------------ |
| Leonidas Sabanis     | -62kg (m)  | Zilver    | trekken: 2e met 147,5kg stoten: 4e met 170kg totaal: 317,5kg |
| Valerios Leonidis    | -69kg (m)  | 6e        | trekken: 10e met 145kg stoten: 4e met 185kg totaal: 330kg    |
| Viktor Mitrou        | -77kg (m)  | Zilver    | trekken: 3e met 165kg stoten: 2e met 202,5kg totaal: 367,5kg |
| Pyrros Dimas         | -62kg (m)  | Goud      | trekken: 4e met 175kg stoten: 1e met 215kg totaal: 390kg     |
| Christos Spirou      | -62kg (m)  | 7e        | trekken: 6e met 170kg stoten: 6e met 205kg totaal: 375kg     |
| Kakhi Kakhiashvili   | -94kg (m)  | Goud      | trekken: 2e met 185kg stoten: 3e met 220kg totaal: 405kg     |
|                      |            |           |                                                              |
| Ioanna Khatziioannou | -53kg (v)  | Brons     | trekken: 4e met 97,5kg stoten: 3e met 125kg totaal: 222,5kg  |
| Maria Tatsi          | -69kg (v)  | 11e       | trekken: 11e met 92,5kg stoten: 7e met 127,5kg totaal: 220kg |

### Gymnastiek
| Olympiër | Discipline               | Resultaat | Prestatie                                                        |
| Ritmisch | Ritmisch                 | Ritmisch  | Ritmisch                                                         |
| --- | ------------------------ | --------- | ---------------------------------------------------------------- |
| Evangelia Psarra                                                                                            | individueel (v)          | 7e        | kwalificatie: 10e met 38,833 punten finale: 7e met 38,892 punten |
| Eirini Aindili Evangelia Christodoulou Maria Georgatou Zacharoula Karyami Charikleia Pantazi Anna Pollatous | team (v)                 | Brons     | kwalificatie: 1e met 39,400 punten finale: 3e met 39,283 punten  |
| Turnen |                          |           |                                                                  |
| Ioannis Melissanidis                                                                                        | sprong (m)               | 7e        | kwalificatie: 4e met 9,737 punten finale: 7e met 9,262 punten    |
| Dismosthenis Tampakos                                                                                       | ringen (m)               | Zilver    | kwalificatie: 3e met 9,762 punten finale: 2e met 9,762 punten    |
| |                          |           |                                                                  |
| Aikaterini Christoforidou                                                                                   | individuele meerkamp (v) | 61e       | kwalificatie: 61e met 34,499 punten                              |
| Vasiliki Millousi                                                                                           | individuele meerkamp (v) | 55e       | kwalificatie: 55e met 35,598 punten                              |

### Kanovaren
| Olympiër             | Discipline    | Resultaat | Prestatie                                               |
| -------------------- | ------------- | --------- | ------------------------------------------------------- |
| Andreas Kilingaridis | C-1 500m (m)  | 16e       | serie 2: 8e in 1.57,958                                 |
| Andreas Kilingaridis | C-1 1000m (m) | DSQ       | serie 2: 6e in 4.01,042 halve finale: gediskwalificeerd |

### Moderne vijfkamp
| Olympiër             | Discipline | Resultaat | Prestatie   |
| -------------------- | ---------- | --------- | ----------- |
| Katalin-Beat Partics | vrouwen    | 22e       | 3700 punten |

### Paardensport
| Olympiër           | Discipline  | Resultaat | Prestatie         |
| Eventing           | Eventing    | Eventing  | Eventing          |
| ------------------ | ----------- | --------- | ----------------- |
| Heidi Antikatzidis | individueel | 6e        | 50,40 strafpunten |

### Roeien
| Olympiër                                | Discipline             | Resultaat | Prestatie                                                                                                |
| --------------------------------------- | ---------------------- | --------- | --- |
| Vasileios Polymeros Panagiotis Miliotis | lichte dubbel-twee (m) | 8e        | serie 4: 3e in 6.29,68 herkansingen: 2e in 6.38,78 halve finale 2: 4e in 6.25,38 finale B: 2e in 6.27,79 |
|                                         |                        |           | |
| Chrysi Biskitzi Angeliki Gremou         | lichte dubbel-twee (v) | 11e       | serie 3: 3e in 7.23,89 herkansingen: 2e in 7.17,38 halve finale 2: 6e in 7.21,88 finale B: 5e in 7.17,11 |

### Schietsport
| Olympiër                  | Discipline           | Resultaat | Prestatie                                            |
| ------------------------- | -------------------- | --------- | ---------------------------------------------------- |
| Dionissios Georgakopoulos | 50m pistool (m)      | 16e       | kwalificatie: 16e met 557 punten (94-94-96-89-92-92) |
| Dionissios Georgakopoulos | 10m luchtpistool (m) | 17e       | kwalificatie: 17e met 576 punten (96-96-96-97-97-94) |
|                           |                      |           |                                                      |
| Agi Kasoumi               | 25m pistool (v)      | 20e       | kwalificatie: 20e met 575 punten (285-290)           |
| Agi Kasoumi               | 10m luchtpistool (v) | 32e       | kwalificatie: 32e met 373 punten (93-89-97-94)       |

### Schoonspringen
| Olympiër             | Discipline    | Resultaat | Prestatie                        |
| -------------------- | ------------- | --------- | -------------------------------- |
| Thomas Bimis         | 3m plank (m)  | 32e       | voorronde: 32e met 324,72 punten |
| Nikolaos Siranidis   | 3m plank (m)  | 36e       | voorronde: 36e met 317,88 punten |
|                      |               |           |                                  |
| Sotiria Koutsopetrou | 3m plank (v)  | 21e       | voorronde: 21e met 258,81 punten |
| Maria Konstantatou   | 10m toren (v) | 38e       | voorronde: 38e met 189,57 punten |
| Eftihia Pappa        | 10m toren (v) | 29e       | voorronde: 29e met 236,79 punten |

### Synchroonzwemmen
| Olympiër                                     | Discipline | Resultaat | Prestatie                           |
| -------------------------------------------- | ---------- | --------- | ----------------------------------- |
| Christina Thalassinidou Despoina Theodoridou | duet       | 13e       | kwalificatie: 13e met 90,363 punten |

### Taekwondo
| Olympiër              | Discipline | Resultaat | Prestatie |
| --------------------- | ---------- | --------- | --- |
| Michalis Mouroutsos   | -58kg (m)  | Goud      | voorronde: W van EGY Abada: 5-0 kwartfinale: W van TPE Huang: 2-1 halve finale: W van ARG Taraburelli: 2-1 finale: W van ESP Esparza: 4-2 |
| Alexandros Nikolaidis | +80kg (m)  | 9e        | voorronde: W van RSA Ravenscroft: walk-over kwartfinale: V van COL Castro: scheidsrechterlijke beslissing                                 |
|                       |            |           | |
| Areti Athanasopoulou  | -57kg (v)  | 8e        | voorronde: W van EGY Afifi: 7-7 kwartfinale: V van NED Lourens: 6-8                                                                       |

### Tafeltennis
| Olympiër                          | Discipline     | Resultaat | Prestatie |
| --------------------------------- | -------------- | --------- | --- |
| Kalinikos Kreanga                 | enkelspel (m)  | 17e       | groep A: 1e W van EGY Lashin: 3-0 W van INA Suseno: 3-0 2e ronde: V van TPE Chiang: 0-3 (23-25, 12-21, 22-24) |
| Ntaniel Tsiokas                   | enkelspel (m)  | 33e       | groep J: 2e V van NED Keen: 1-3 W van IRI Ehteshamzadeh: 3-0                                                  |
| Kalinikos Kreanga Ntaniel Tsiokas | dubbelspel (m) | 17e       | groep C: 3e V van HKG Yuk/Chu Yan: 1-2 W van AUS Gerada/Smythe: 2-0                                           |

### Tennis
| Olympiër         | Discipline    | Resultaat | Prestatie                             |
| ---------------- | ------------- | --------- | ------------------------------------- |
| Eléni Daniilídou | enkelspel (v) | 33e       | 1e ronde: V van RUS Myskina: 1-6, 5-7 |

### Triatlon
| Olympiër           | Discipline | Resultaat | Prestatie  |
| ------------------ | ---------- | --------- | ---------- |
| Vassilis Krommidas | mannen     | 33e       | 1:51.28,94 |

### Volleybal
| Olympiër                          | Discipline | Resultaat | Prestatie |
| Beach                             | Beach      | Beach     | Beach |
| --------------------------------- | ---------- | --------- | --- |
| Vasso Karadassiou Effrosyni Sfyri | beach (v)  | 17e       | voorronde: V van ITA Laura Bruschini/Solazzi: 2-15 herkansingen: W van CZE Hudcova/Tobiasova: 15-6 herkansingen 2: V van GER Friedrichsen/Müsch: 7-15 |

### Waterpolo
| Olympiër | Discipline | Resultaat | Prestatie |
| --- | ---------- | --------- | --- |
| Antonios Vlontakis Dimitrios Mazis Filippos Kaiafas Georgios Afroudakis Georgios Mavrotas Georgios Psykhos Georgios Reppas Ioannis Thomakos Konstantinos Loudis Nikolaos Deligiannis Theodoros Lorantos Thomas Khatzis | mannen     | 10e       | groep B: 6e V van Hongarije: 4-7 V van Kroatië: 5-9 V van Joegoslavië: 3-10 V van Nederland: 7-10 V van Verenigde Staten: 3-9 groep 9-12e plek: 2e G van Kazachstan: 6-6 G van Nederland: 6-6 W van Slowakije: 12-8 |

| Groep B |                  |             |             |             |             |        |        |        |        |
| #       | Land             | Wedstrijden | Wedstrijden | Wedstrijden | Wedstrijden | Punten | Punten | Punten | Punten |
| #       | Land             | G           | W           | G           | V           | V      | T      | Saldo  | Punten |
| 1       | Joegoslavië      | 5           | 4           | 1           | 0           | 41     | 22     | +19    | 9      |
| 2       | Kroatië          | 5           | 4           | 1           | 0           | 42     | 30     | +12    | 9      |
| 3       | Hongarije        | 5           | 3           | 0           | 2           | 49     | 39     | +10    | 5      |
| 4       | Verenigde Staten | 5           | 2           | 0           | 3           | 42     | 39     | +3     | 4      |
| 5       | Nederland        | 5           | 1           | 0           | 4           | 34     | 55     | -21    | 3      |
| 6       | Griekenland      | 5           | 0           | 0           | 5           | 22     | 45     | -23    | 0      |

| Ronde        | Datum  | Plaats      | Land | Score            | Land |
| ------------ | ------ | ----------- | ---- | ---------------- | ---- |
| Groepsfase   |        |             |      |                  |      |
| 23 september | Sydney | Griekenland | 4-7  | Hongarije        |      |
| 23 september | Sydney | Griekenland | 5-9  | Kroatië          |      |
| 25 september | Sydney | Joegoslavië | 10-3 | Australië        |      |
| 23 september | Sydney | Griekenland | 7-10 | Nederland        |      |
| 23 september | Sydney | Griekenland | 3-9  | Verenigde Staten |      |

| Groep 9-12e plek |             |             |             |             |             |        |        |        |        |
| #                | Land        | Wedstrijden | Wedstrijden | Wedstrijden | Wedstrijden | Punten | Punten | Punten | Punten |
| #                | Land        | G           | W           | G           | V           | V      | T      | Saldo  | Punten |
| 1                | Kazachstan  | 3           | 2           | 1           | 0           | 23     | 18     | +5     | 5      |
| 2                | Griekenland | 3           | 1           | 2           | 0           | 24     | 20     | +4     | 4      |
| 3                | Nederland   | 3           | 1           | 1           | 1           | 19     | 20     | -1     | 3      |
| 4                | Slowakije   | 3           | 0           | 0           | 3           | 24     | 32     | -8     | 0      |

| Ronde        | Datum  | Plaats     | Land | Score       | Land |
| ------------ | ------ | ---------- | ---- | ----------- | ---- |
| Groepsfase   |        |            |      |             |      |
| 29 september | Sydney | Kazachstan | 6-6  | Griekenland |      |
| 30 september | Sydney | Nederland  | 6-6  | Griekenland |      |
| 1 oktober    | Sydney | Slowakije  | 8-12 | Griekenland |      |

### Wielersport
| Olympiër                                                   | Discipline     | Resultaat | Prestatie                                                                                        |
| Baan                                                       | Baan           | Baan      | Baan                                                                                             |
| ---------------------------------------------------------- | -------------- | --------- | ------------------------------------------------------------------------------------------------ |
| Nikos Angelidis                                            | sprint (m)     | 13e       | kwalificatie: 16e in 10,745 1e ronde: V van FRA Rousseau 1e ronde herkansingen: V van AUS Eadie  |
| Dimitrios Georgalis                                        | tijdrit (m)    | 6e        | 1.04,018                                                                                         |
| Lampros Vasilopoulos                                       | keirin (m)     | 11e       | serie 1: 4e herkansingen: 2e 2e ronde: 5e                                                        |
| Lampros Vasilopoulos Dimitrios Georgalis Kleanthis Bargkas | teamsprint (m) | 13e       | kwalificatie: 4e in 45,207 1e ronde: W van Japan: 45,079 bronzen finale: V van Australië: 45,332 |

### Worstelen
| Olympiër              | Discipline  | Resultaat   | Prestatie |
| Vrije stijl           | Vrije stijl | Vrije stijl | Vrije stijl |
| --------------------- | ----------- | ----------- | --- |
| Nikos Angelidis       | -54kg (m)   | Brons       | groep 6: 1e W van MDA Railean: 4-1 W van IRI Tayyebi: 7-0 W van MGL Züünbayan: 10-0 halve finale: V van AZE Abdullayev: 3-5 bronzen finale: W van BLR Kantoyeu: 5-4 |
| Chvitsa Polychronidis | -58kg (m)   | 10e         | groep 4: 2e V van KAZ Ibragimov: 5-6 V van USA Brands: 1-8 |
| Nikolaos Loizidis     | -69kg (m)   | 16e         | groep 5: 4e V van COL Hurtado: 0-3 V van ARM Gevorgyan: 2-12 V van RUS Gitinov: 1-5                                                                                 |
| Aftantil Xanthopoulos | -97kg (m)   | Brons       | groep 4: 1e W van NGR Kodei: 4-1 W van NED Torchinava: 10-0 kwartfinale: V van RUS Murtazaliev: 0-5 5-6e plek: W van IRI Heidari: 5-4                               |
| Efstathios Topalidis  | -130kg (m)  | 16e         | groep 6: 3e V van IRI Jadidi: 1-9 V van GEO Modebadze: 0-5 |
| Grieks-Romeins        |             |             | |
| Dimitrios Avramis     | -76kg (m)   | 12e         | groep 4: 2e W van ARM Geghamyan: 3-1 V van SWE Abrahamian: 2-3 |
| Konstantinos Thanos   | -97kg (m)   | 4e          | groep 5: 1e W van KOR Park: 3-0 W van AUS Vincent: 11-0 W van SUI Bürgler: 4-0 halve finale: V van UKR Saldadze: 2-4 bronzen finale: V van USA Lowney: 1-3          |

### Zeilen
| Olympiër                                     | Discipline  | Resultaat | Prestatie                                      |
| -------------------------------------------- | ----------- | --------- | ---------------------------------------------- |
| Nikolaos Kaklamanakis                        | mistral (m) | 6e        | 64 punten: (20-12-5-9-7-6-4-DSQ-7-13-1)        |
| Aimilios Papathanasiou                       | finn (m)    | 12e       | 92 punten: (4-12-5-23-10-12-15-11-14-24-9)     |
| Andreas Kosmatopoulos Konstantinos Trigkonis | 470 (m)     | 8e        | 78 punten: (13--7-21-6-3-8-24-19-14-2-6)       |
|                                              |             |           |                                                |
| Angeliki Skarlatou                           | mistral (v) | 21e       | 159 punten: (22-20-15-18-13-23-24-15-23-16-17) |
| Maria Vlachou                                | europe (v)  | 18e       | 129 punten: (23-12-10-4-27-26-18-5-18-21-18)   |
| Sofia Bekatorou Aimilia Tsoulfa              | 470 (v)     | 14e       | 76 punten: (2-8-17-12-9-12-2-5-DSQ-18-9)       |
|                                              |             |           |                                                |
| Antonios Bougiouris                          | laser       | 15e       | 111 punten: (16-8-18-12-21-8-32-24-6-7-15-22)  |
| Leonidas Pelekanakis Dimitrios Boukis        | star        | 11e       | 80 punten: (6-11-15-14-12-13-5-11-9-6-7)       |

### Zwemmen
| Olympiër                                                                      | Discipline            | Resultaat | Prestatie               |
| ----------------------------------------------------------------------------- | --------------------- | --------- | ----------------------- |
| Nikolaos Kaklamanakis                                                         | 100m vrije slag (m)   | 34e       | serie 6: 3e in 51,28    |
| Dimitrios Manganas                                                            | 200m vrije slag (m)   | 36e       | serie 6: 7e in 1.54,36  |
| Spyridon Gianniotis                                                           | 400m vrije slag (m)   | 20e       | serie 5: 7e in 3.54,96  |
| Spyridon Gianniotis                                                           | 1500m vrije slag (m)  | 20e       | serie 3: 3e in 15.29,69 |
| Spyridon Gianniotis                                                           | 100m vlinderslag (m)  | 51e       | serie 1: 3e in 56,36    |
| Spyridon Gianniotis                                                           | 200m vlinderslag (m)  | 25e       | serie 3: 3e in 2.00,75  |
| Spyridon Gianniotis                                                           | 200m wisselslag (m)   | 22e       | serie 5: 8e in 2.04,04  |
| Spyridon Gianniotis                                                           | 400m wisselslag (m)   | 20e       | serie 5: 7e in 4.23,19  |
| Athanasios Oikonomou Dimitrios Manganas Spyridon Bitsakis Spyridon Gianniotis | 4x200m vrije slag (m) | 15e       | serie 2: 8e in 7.35,77  |
|                                                                               |                       |           |                         |
| Athina Bochori                                                                | 50m vrije slag (v)    | 43e       | serie 7: 8e in 26,90    |
| Antonia Machaira                                                              | 100m vrije slag (v)   | 25e       | serie 5: 6e in 57,24    |
| Zoi Dimoschaki                                                                | 200m vrije slag (v)   | 25e       | serie 3: 2e in 2.04,06  |
| Artemis Dafni                                                                 | 400m vrije slag (v)   | 22e       | serie 2: 2e in 4.16,94  |
| Marianna Lymperta                                                             | 800m vrije slag (v)   | 22e       | serie 3: 8e in 8.56,33  |
| Aikaterini Bliamou                                                            | 100m rugslag (v)      | 32e       | serie 3: 8e in 1.05,09  |
| Aikaterini Bliamou                                                            | 100m rugslag (v)      | 25e       | serie 2: 3e in 2.18,07  |
| Zampia Melachroinou                                                           | 100m vlinderslag (v)  | 34e       | serie 3: 2e in 1.02,06  |
| Zampia Melachroinou                                                           | 200m vlinderslag (v)  | 31e       | serie 2: 7e in 2.17,60  |
| Aikaterini Sarakatsani                                                        | 200m wisselslag (v)   | 30e       | serie 2: 6e in 2.23,05  |
| Artemis Dafni                                                                 | 400m wisselslag (v)   | 20e       | serie 2: 8e in 4.53,52  |